# Henri Nouwen
Henri Jozef Machiel Nouwen, Henri J. M. Nouwen (Nijkerk, 1932. január 24. – Hilversum, 1996. szeptember 21.) holland katolikus pap, egyetemi tanár, lelkiségi író, teológus. Működése fókuszában elsősorban a pszichológia, a lelkipásztori szolgálat, a lelkiség, a társadalmi igazságosság és a közösség állt. Munkásságára erősen hatott Anton Boisen, Thomas Merton, Rembrandt, Vincent van Gogh, és Jean Vanier életműve.
Miután több mint két évtizedet tanított olyan felsőoktatási intézményekben, mint a University of Notre Dame, a Yale Divinity School és a Harvard Divinity School, Nouwen a Richmond Hill-i Daybreak közösségbe, a Bárka közösség egyik házába költözött, ahol élete végéig értelmi fogyatékosok között, őket segítve élt.

## Élete

### A kezdetek
Laurent J. M. Nouwen és Maria Nouwen (leánykori nevén: Ramselaar) négy gyermeke közül Henri volt a legidősebb. Nouwen a jezsuiták hágai Aloysius College iskolájában tanult, majd teológiai tanulmányait az apeldoorni szemináriumban kezdte meg, majd a risjenburgi papnevelő intézetben folytatta.

### Papság
Henri Nouwent 1957. július 21-én szentelte az Utrechti Főegyházmegye papjává Bernardus Alfrink, akitől hamarosan engedélyt kért, hogy pszichológiát tanulhasson. 1964-ben Hollandiában, ezt követően az Amerikai Egyesült Államokban végzett pszichológiai irányú tanulmányokat.
1966 és 1968 között a University of Notre Dame vendégprofesszora volt. Első műve 1969-ben jelent meg, Intimacy (Meghittség) címmel. 1971-ben teológiai doktori fokozatot szerzett. 1971 és 1981 között a Yale Divinity School pasztorálteológia-professzora volt. Ebben az időszakban kezdtek nagyobb olvasótáborra szert tenni lelkiségi témájú munkái. A Yale-en töltött időszakban több alkalommal is hosszabb látogatást tett az Abbey of the Genesee trappista kolostorban: az első látogatás 1974. június 1-jén kezdődött, és hét hónapig tartott. E látogatás emlékét őrzi az Idegen a paradicsomban című napló. Az apátságba 1979-ben, édesanyja halála után tért vissza. Bár soha nem lett trappistává, az apátsággal és John Eudes Bamberger apáttal való kapcsolata nagy hatással volt rá. Itt ünnepelte pappá szentelésének 25. évfordulóját is, 1982. augusztus 6-án.
Miután 1981-ben elhagyta a Yale-t, Henri Nouwen hat hónapot töltött Dél-Amerikában: Bolíviában és Peruban. Ezt követően 1983-ban tért vissza az Egyesült Államokba, ahol a Harvard Divinity School tanára lett. Egészen 1985-ig dolgozott itt. 1985 és 1986 folyamán kilenc hónapot töltött Franciaországban, a Bárka közösségben.

### A Bárka Közösségben
Henri Nouwen lelkiségére nagyban hatott barátsága a Bárka közösség alapítójával, Jean Vanier-vel. Nouwen és Vanier Henri Harvardon töltött időszaka alatt találkoztak. Vanier ráérzett Henri Nouwen otthontalanságára, és meghívta őt a Bárka Trosly-Breuil-i közösségébe, Franciaországba. Nouwen kétszer járt itt, mielőtt 1985-ben megérkezett egy hosszabb, kilenc hónapon át tartó ott-tartózkodásra.
Franciaországi tartózkodása alatt lépett kapcsolatba a kanadai, Richmond Hill-i Daybreak Bárka közösséggel. A közösség 1986-ban kérte fel Nouwent, hogy legyen lelkipásztoruk – Henri elfogadta a felkérést, és 1986 őszén beköltözött a közösségbe. A Bárkában Adam Arnett, egy értelmileg és fizikailag egyaránt súlyos fogyatékosságokkal élő fiatalembert bíztak rá. Az ő történetétől inspirálódva írta meg Henri Nouwen az Adam, Isten szeretettje című könyvét.

## Halála és szellemi öröksége
Henri Nouwen egy hirtelen szívroham következtében 1996. szeptember 21-én halt meg Hollandiában, miközben Oroszországba készült: Szentpéterváron forgattak volna dokumentumfilmet A tékozló fiú hazatérése című könyve kapcsán. Első gyászmiséjét szeptember 24-én tartották az utrechti Szent Katalin-székesegyházban, ahol Jean Vanier mondott búcsúbeszédet. Ezt követően holttestét Kanadába szállították, ahol a Daybreak közösség búcsúztatta: egyszerű, fenyőfából készült koporsóját a Bárka közösség tagjai festették színesre. A Richmond Hill-i anglikán temetőben nyugszik, sírhelye a Bárka közösség elhunyt tagjainak nyughelyéhez közel található.
Szellemi örökségének gondozását Sue Mosteller és az általa életre hívott Henri J. M. Nouwen Archives and Research Collection végzi.

## Írásai
Henri Nouwen 39 könyvet és több száz cikket publikált. Könyveit több mint hétmillió példányban adták el világszerte,[forrás?] s több mint 30 nyelvre fordították le.

## Művei magyarul
- Szívemből szólok szívedhez. Henri J. M. Nouwen három imája Jézushoz. Kecskemét : Korda, 1995. ISBN 963-8004-649
- Lángoló szívvel. Elmélkedés az eucharisztikus életről; ford. Kaposi Tamás; Sarutlan Kármelita Nővérek, Pécs–Magyarszék, 2000 (A Kármel látóhatára) ISBN 963-00-3285-6
- A tékozló fiú hazatérése. Egy hazatalálás története; ford. Balázs Katalin, életrajzi vázlat Danka Miklós; Ursus Libris, Budapest, 2001 (A cselekvés útja mint spirituális ösvény) ISBN 963-00-8580-1
- Idegen a paradicsomban. Genesee-i napló. Beszámoló egy trappista kolostorból; ford. Kaposi Tamás; Sarutlan Kármelita Nővérek, Pécs, 2002 (A Kármel látóhatára) ISBN 963-00-9441-X
- A szeretet belső hangja. Út a gyötrelmen át a szabaduláshoz; ford. Balázs Katalin; Ursus Libris, Budapest, 2002
- Te vagy a szeretett. Spirituális élet a világi társadalomban; ford. Balázs Katalin; Ursus Libris, Budapest, 2004 ISBN 963-214-478-3
- Adam, Isten szeretettje; ford. Balázs Katalin; Ursus Libris, Budapest, 2005 ISBN 963-86634-8-0
- A sebzett gyógyító. Lelkiszolgálat korunk társadalmában; ford. Balázs Katalin; Ursus Libris, Budapest, 2006 ISBN 978-963-8689-535
- Nyújtsd kezed. A spirituális élet három mozdulata; ford. Balázs Katalin; Ursus Libris, Budapest, 2007 ISBN 978-963-9718-03-6
- Henri J. M. Nouwen–Walter J. Gaffney: Időskor. Az élet beteljesedése; ford. Balázs Katalin; Ursus Libris, Budapest, 2008 ISBN 978-963-9718-17-3
- Itt és most. A lélekben élni; ford. Balázs Katalin; Ursus Libris, Budapest, 2009 ISBN 978-963-9718-24-1
- A tükrön túl. Gondolatok a halálról és az életről / Jézus nevében. Gondolatok a lelkivezetésről; ford. Balázs Katalin; Ursus Libris, Budapest, 2011 ISBN 978-963-9718-38-8
- Ki tudod inni a kelyhet?; ford. Fasching Katalin; Ursus Libris, Budapest, 2012 ISBN 978-963-9718-49-4
- Szeretett vagy. Elmélkedések az év minden napjára; vál., szerk. Gabrielle Earnshaw, ford. Balázs Katalin, Fasching Katalin, Szigeti-Cseke Zsuzsa; Ursus Libris, Budapest, 2018 ISBN 978-615-5786-10-5